# IN Водолея
IN Водолея (лат. IN Aquarii), HD 196799 — одиночная переменная звезда в созвездии Водолея на расстоянии приблизительно 2025 световых лет (около 621 парсека) от Солнца. Видимая звёздная величина звезды — от +8,14m до +8,01m.

## Характеристики
IN Водолея — красный гигант, пульсирующая медленная неправильная переменная звезда (LB) спектрального класса M4III. Эффективная температура — около 3675 К.